# Ardisia harrisiana
Ardisia harrisiana är en viveväxtart som beskrevs av Carl Christian Mez. Ardisia harrisiana ingår i släktet Ardisia och familjen viveväxter. Inga underarter finns listade i Catalogue of Life.